# Свен Поульсен
Свен Поульсен, также известный как Свен Поульсен Энг (ок. 1610 — ок. 1680) — датский военачальник XVII века, служивший в армиях Кристиана IV, Фредерика III и Кристиана V. Участвовал в Торстенсонской войне, Второй Северной войне и Сконской войне, а также возглавлял ополчение снаппхане (энгов) во время партизанской войны против Швеции в оккупированной Зеландии в 1658—1659 годах. Он был популяризирован под именем Gøngehøvdingen («Предводитель энгов») в 1853 году, когда его подвиги были беллетризированы под этим именем датским автором Каритом Этларом. Историчность его прозвища и вообще очень многих моментов жизни с тех пор оспаривается историками — вполне возможно, что Свен Поульсен вовсе не был «народным героем» Дании, каковым его представляет указанная книга. Тем не менее, на протяжении второй половины XIX и XX веков он стал героем множества произведений, фильмов и даже фантастических историй.

## Биография
О молодых годах жизни Свена Поульсена известно мало. Он, вероятно, родился около 1610 года в северо-западной части Сконе или южной части Халланда. Он был солдатом в армии Кристиана IV в течение «датского периода» Тридцатилетней войны (1625—1629 годы), а также служил в голландской армии. Он был произведён в офицеры датской армии во время Торстенсонской войны 1643—1645 годов. Он был гражданином города Лахольм в Халланде, причём даже после того, как город оказался под шведским правления в 1645 году. Во время Датско-шведской войны 1657—1658 годов, бывшей основным театром военных действий во Второй Северной войне, Поульсен возглавлял отряд драгун в августе 1657 года во время обороны города Энгельхольм в Сконе от натиска шведских войск. Он принимал участие в ряде стычек и получил звание капитана в декабре 1657 года. После уступки Сконе и Халланда Швеции по Роскилльскому миру в 1658 году Свен Поульсен и его драгуны отступили в Зеландию, где получили приказ о расформировании.
Поульсен командовал своими драгунами снова в связи с начавшейся Датско-шведской войной 1658—1660 годов, и его отряд принимал участие в обороне Копенгагена. Поульсен был отправлен в оккупированную Зеландию, для того чтобы организовать партизанскую войну против Швеции. 22 августа 1658 года крестьяне Зеландии получили приказ о том, что они должны помогать Поульсену в борьбе против шведских оккупационных сил. Он собрал отряд отряд ополчения «снапхане» («энгов», «вольных стрелков») в августе, хотя у него не было существенной поддержки со стороны местного населения. Он провёл несколько успешных атак на небольшие шведские воинские контингенты, но в конце концов вынужден был отступить. Он возвратился в Копенгаген, а затем вернулся на службу в регулярную армию. Вероятно, он участвовал в обороне города во время штурма шведами Копенгагена в феврале 1659 года.
Поульсен ушёл из армии в конце войны — в 1660 году — и получил пустынную усадьбу Люндбугард в Прэсто. Усадьба принесла Поульсену финансовые проблемы, и в 1666 году он обратился к Фредерику III за помощью, и тот предоставил ему в распоряжение дополнительную усадьбу. Его финансовое положение от этого, однако, не улучшилось. Поульсену пришлось отказаться от Люндбугарда из-за налоговой задолженности в 1673 году. Он получил пожизненную государственную пенсию в этом же году и поселился в меньшей по размерам резиденции.
Свен Поульсен вернулся в армию в правление Кристиана V во время Сконской войны в 1675—1679 годах и сначала служил на полуострове Стевнс, прежде чем был повышен до звания майора и снова возглавил отряд драгун в Сконе. Имеются некоторые сомнения относительно его повышения до звания майора и реальной роли в Сконской войне. Он умер около 1680 года, будучи уже стариком, ослабленным болезнями.